# Широкий альянс за национальное единство
Широкий альянс за национальное единство, Большой альянс за национальное единство, ГАНА (исп. Gran Alianza por la Unidad Nacional, GANA) — политическая партия в Сальвадоре. Основана 16 января 2010 года и была признана Верховным избирательным судом Сальвадора 19 мая того же года. Партия позиционирует себя как консервативная и, якобы, правая партия. Тем не менее, она почти всегда образовывала парламентскую коалицию с левым Фронтом национального освобождения имени Фарабундо Марти (ФНОФМ). Этот факт вызывает сомнения в консервативной идеологии партии и побуждает квалифицировать её как левоцентристскую.
Большинство членов партии откололись от Националистического республиканского альянса (сокращённо АРЕНА). Первоначально от АРЕНА отделились 12 депутатов Законодательной ассамблеи, впоследствии отделилось 16. По результатам выборов 2015 года  ГАНА занимает 11 мест из 84 в парламенте, уступая ФНОФМ (31 место) и АРЕНА (35 мест). Поступают обвинения, что депутаты от ФНОФМ и АРЕНА покупают или шантажируют депутатов ГАНА для того, чтобы продвинуть интересы своей партии. Сама ГАНА также обвиняется в многочисленных случаях коррупции.
После того, как к правоцентристскому крылу партии Широкий альянс за национальное единство (GANA) присоединился бывший мэр Сан-Сальвадора Найиб Букеле, он смог победить на президентских выборах 2019 года.